# 郭璡
郭 璡（かく しん、洪武4年（1371年）- 正統12年11月29日（1448年1月5日））は、明代の官僚。もとの名は進。字は時用。本貫は保定府新安県。

## 生涯
永楽初年、太学生から戸部主事に抜擢された。福建参議や山東左参政を歴任した。永楽5年（1407年）、工部右侍郎に転じた。永楽19年（1421年）、江西に赴いた。永楽22年（1424年）8月、洪熙帝が即位すると、郭進は吏部左侍郎となった。10月、詹事府少詹事を兼ね、璡と名を改めた。
宣徳元年（1426年）、郭璡は豊城侯李賢や郭敦らとともに食糧輸送を監督した。宣徳帝は吏部尚書の蹇義が老齢であることから、郭璡と交代させようとした。楊士奇が反対したため、ひとたび断念された。宣徳4年（1429年）4月、郭璡は吏部尚書に進んだ。郭璡は進士の李賢を後の宰相の器と見込んで吏部主事に任用した。
正統6年（1441年）、郭璡は尚書の職務に精励していないとして御史の曹恭に弾劾された。英宗の譴責を受けたものの、許された。郭璡の子の郭亮が賄賂を受けて人のために猟官した。正統7年（1442年）、そのことが発覚すると、郭璡は御史の孫毓らに弾劾された。正統8年（1443年）1月、郭璡は致仕した。正統12年11月丁巳（1448年1月5日）、死去した。